# ナプキンリング

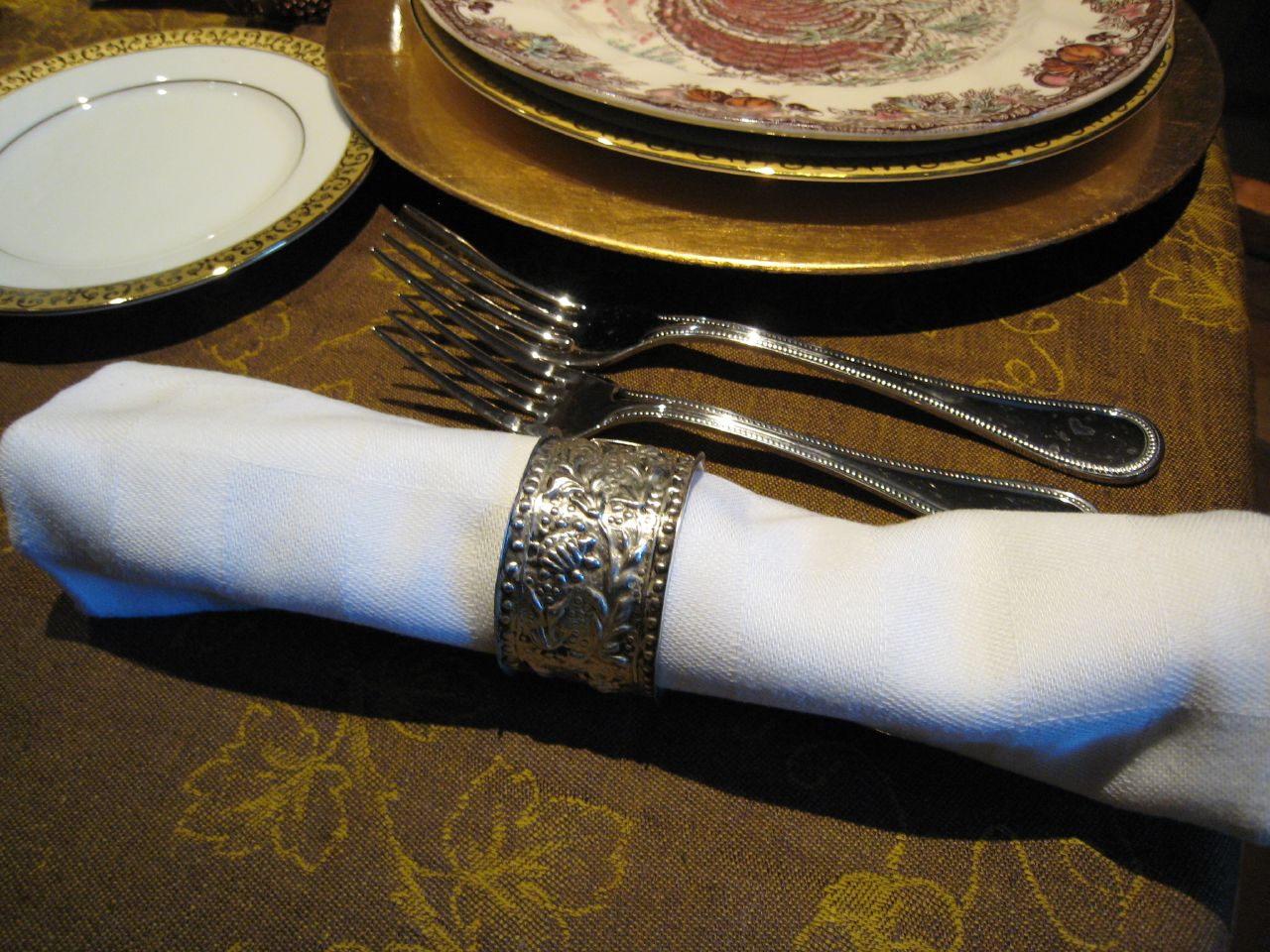

ナプキンリング（Napkin ring）は、ナプキンを卓上で一枚ずつ保持しておくための環状の小物。ナプキンの所有者を区別するために用いられる。
環の直径は約5cm、高さは4cm～5cmほどである。材料は、象牙、鼈甲、金、銀その他の金属、また、角、竹、貝などである。上等のものでは、紋や頭文字を蒔絵で施したり、彫刻したりする。
なお、数学で、「ナプキンリング問題」というものもある。